# 제2차 진주성 전투
제2차 진주성 전투(第二次晋州城戰鬪)는 1593년 7월 20일(음력 6월 22일)부터 같은 달 27일(음력 6월 29일)까지 진주성에서 벌어진 전투이다. 1593년 전쟁이 휴전기로 접어들면서 명나라와 일본 사이에 강화회담이 있었는데 그 결과 일본군은 북부 및 수도권 지역에서 철수, 남해안까지 물러나게 된다. 도요토미 히데요시는 그 과정에서 일본군 전군에 진주성을 공격할 것을 명령한다. 이는 강화협상을 위한 무력시위의 성격을 가지고 있었고, 또한 침략 첫 해에 가장 큰 패배를 당했던(제1차 진주성 전투) 진주성에 대한 보복의 성격도 가지고 있었다.
거의 모든 일본군 병력이 진주성 한 곳에 집중 공격을 가했기 때문에, 진주 근처 대구에 주둔하고 있던 명나라군은 진주성을 지키는 것이 불가능하다고 판단하였다. 일본군 측에서도 고니시 유키나가가 히데요시의 의지가 확고하여 진주성만은 함락시키지 않을 수 없으니 차라리 자신들이 공격하기 전에 민간인들을 모두 내보내라고 권고할 정도였다. 곽재우, 선거이, 홍계남 등 조선군도 진주성 근교까지 갔다가 절대적인 병력차를 확인하고 진주 구원을 포기했다. 그러나 진주성에 주둔하고 있던 조선군은 진주는 전라도로 넘어가는 길목이기에 진주만 공격하고 돌아간다는 일본군의 말을 믿을 수 없다며 성을 포기하라는 명군과 일본군의 권고를 거부했다.
결국 치열한 전투가 벌어졌고, 진주성 안에 있던 사람들은 군인과 민간인을 막론하고 전멸했다(조선 측 기록인 선조실록에서는 60,000명, 일본 측 기록인 음덕태평기에서는 30,000명). 그리고 일본군은 고니시가 말했던 대로 전라도를 공격하지 않고 남해안으로 내려가 버렸다. 조선 조정에서는 음력 7월 15일 명군에게 진주성 구원을 재차 청하였으나 이미 늦었다. 바로 그 다음날 진주성 함락을 알리는 장계가 조정에 도착했다. 이후 이 전투의 책임소재를 놓고 조선 조정에서 다툼이 일어났다.

## 배경
임진년 1592년 11월 8일(음력 10월 5일)부터 13일(그달 10일)까지 6일간에 걸쳐 약 30,000명의 병력으로 총공세를 펼쳤다가 실패한 일본군은 호남으로 통하는 관문을 확보하고 진주대첩의 보복을 위하여 집요하게 진주성 공략을 준비하였다. 이듬해 계사년 1593년 거의 모든 일본군을 동원한 100,000명과 800척의 선박을 동원하여, 함안, 반성, 의령을 차례로 점령하고 진주성 공격에 다시 나섰다. 조정과 야전지휘관들은 일본군이 이처럼 모든 전력을 진주성에 투입하는 전략적 모험을 하리라고는 단정할 수가 없었기에 명확한 판단을 할 수 없는 상태였다.
그 당시 명나라와 일본군이 화의를 교섭하고 있었는데, 일본군과의 전면전을 통하여 전쟁이 속히 종결되기를 원하였던 조선은 사실상 협상에서 배제되었고, 조명연합군의 추격도 멈추었다. 일본군은 이 때를 이용하여 진주성을 총 공격 하였다. 심유경이 이에 공격 중지를 요구하였으나, 고니시 유키나가는 이번 공격은 보복전의 성격으로서 태합의 명령이 절대적이라 어쩔 수 없다고 말했다. 고니시는 도저히 조선측에 승산이 없으니, 차라리 진주성을 비워놓으면 일본군이 일시점령했다가 물러갈 것이라고 심유경 편에 충고까지 해 주었다.
진주성 안에는 수천 명의 병사만이 있었고, 90,000명을 넘어 100,000명에 육박하는 일본군과 비교하면 전투력은 전무했다. 또한 당시 진주 근처에 주둔하고 있던 대구, 남원, 상주의 명군들은 다 합쳐 봐야 10,000명을 상회할 뿐이라서, 10배 가까이 되는 일본군을 상대할 수 있는 여력이 없었다. 명군은 방어가 불가능하다고 판단하여 수성을 포기하라고 권고를 했으며 곽재우와 선거이, 홍계남 등 조선군 장수들조차도 진주 근교까지 갔다가 10만 대군을 보고 도저히 무리라고 판단하여 진주를 포기했다. 하지만 진주에 주둔하고 있던 방어사 황진 및 의병장들은 조정과 명군의 권고와 일본군의 경고에도 불구하고 끝까지 진주에 남아 싸울 것을 결의했다. 이 때를 전후하여 초유사로서 경상도 지역 민심을 다스리던 김성일이 병으로 죽었다.

## 전투의 전개

### 일본군
일본군은 약 43,000명의 진주성 공략 군을 편성해 포위를 우키타 히데이에, 가토 기요마사, 부대에 배당하고 고니시 유키나가, 모리 히데모토, 고바야카와 다카카게의 부대에 성 공사와 거점에서의 재번을 배정했다.
공성 이전 진주 성동 북방의 성주 일대에 명나라 장수 유정은 수만의 명나라, 조선 원군을 집결, 그 대응을 위해 제6군 다치바나 무네시게와 모리 히데카네와 함께 군사 4,000명이 성주에 갔었는데, 6월 13일 유정은 자신의 수하인 임호에게 명나라, 조선군 40,000명을 이끌고 진주성으로 진군, 다치바나군과 고바야카와군은 후퇴했던 낚시 산적하는 전법을 연계해 명군을 격퇴하였다.
6월 14일 왜군은 창원보다 진격을 개시했으며 함안을 거쳐 의령에 집결했던 평안 순변사인 이빈, 전라 순찰사 권율, 전라 병사사 선거이 등 조선 군을 패배시켰다.
6월 21일 왜군은 진주성을 포위하자 공성용 높은 노를 만들어 참호의 물을 남강에 빠뜨린 토목 공사를 시작한다. 22일부터 본격적인 포위와 공사가 시작된다. 가토 기요마사등 한번대와 우키타 히데이에등 세번대가 포위, 고니시 유키나가 등의 부대는 후방 지원과 수송, 모리 히데모토, 고바야카와 다카카게들은 조선 반도 남부에서 항구적인 성 공사를 시작했다.
6월 27일에는 우키타 히데이에가 항복 권고를 했으나 조선 측은 거절, 29일 귀갑차를 이용해 성벽을 무너뜨리자 구로다 나가마사 예하의 고토 모토지와 가토 기요마사 예하의 모리모토 가즈히사 등이 앞 다퉈 들어가는 진주성을 공략했다.

### 조선군
사태가 급박해지자, 창의사 김천일이 군사 300명을 거느리고 진주로 왔고, 충청병사 황진이 700명, 경상우병사 최경회가 500명을, 의병 복수장 고종후가 400명, 부장 장윤이 300명, 의병장 이계련이 100명, 의병장 변사정의 부장이 300명, 의병장 민여운이 200여 명을 거느리고 와서 초유사 김성일, 목사 서예원과 김준민, 이종인 등과 수성을 논의했다.

### 전투

귀갑차를 사용하는 일본군

7월 19일(음력 6월 21일) 일본군 기마병 200여 기가 출몰하여 진주성을 살피고 돌아갔다.
7월 20일(음력 6월 22일)에는 처음 교전이 일어나 일본군 30여 명을 쏘아 죽이니 퇴각을 하였다가, 초저녁과 2경, 3경에 다시 공격을 해왔다가 퇴각을 하였다. 조선군은 남쪽에는 남강이 흐르기 때문에, 침입이 예상되는 서북쪽에 해자를 파고, 물을 흘려 호를 만들었으나, 일본군은 해자에 흙을 메워 길을 만들었다.
7월 21일(음력 6월 23일) 낮에 3회, 밤에 4회를 공격을 하였고, 24일에는 적의 증원군 1,000여 명이 동서로 진을 쳐서 포위하였다.
7월 23일(음력 6월 25일) 일본군은 동문 밖에 흙을 쌓아 언덕을 만들고, 흙으로 만든 대를 세워 성안으로 사격을 퍼부었다. 이에 충청병사 황진도 성안에 다시 높은 언덕을 쌓아 대처를 하였으며, 낮의 세 차례 공격과 밤의 네 차례 공격을 모두 격퇴하였다.
7월 24일(음력 6월 26일) 일본군은 방책을 만들어, 탄환과 화살을 막으면서 화전 공격을 하여 성내의 초옥을 불태우면서, 맹렬한 공격을 퍼부었고 다시 전서를 보내 항복을 독촉한다. 이 날도 밤낮으로 일곱 차례를 싸워 적을 격퇴하였다. 이 때 김성일이 병사한다.
7월 25일(음력 6월 27일) 일본군은 동문과 서문 밖에 다섯 군데의 언덕을 축조하고 거기에 공성용 대나무 대를 세워 하향 조준으로 사격을 하여 조선군 300여 명을 죽였고, 철갑을 입고 사륜거라는 장갑차를 끌고 와, 철추로 성문을 뚫으려고 했다. 장사였던 김해부사 이종인이 연거푸 적을 베어 물리치고, 조선군은 기름과 햇불을 던져 일본군에 대항하여 격퇴시켰다.
7월 26일(음력 6월 28일) 야간 경비가 소홀하여 적이 몰래와서 성을 뚫으려하는 것을 힘들게 방어를 했으며, 1,000여 명의 적이 죽었는데 황진도 적이 쏜 탄환을 맞고 전사를 하였다. 성 안의 유일한 베테랑 관군 장교였던 황진의 죽음은 이미 절망적이던 전투의 승패를 완전히 결정지은 것이나 다름없었다.

### 함락

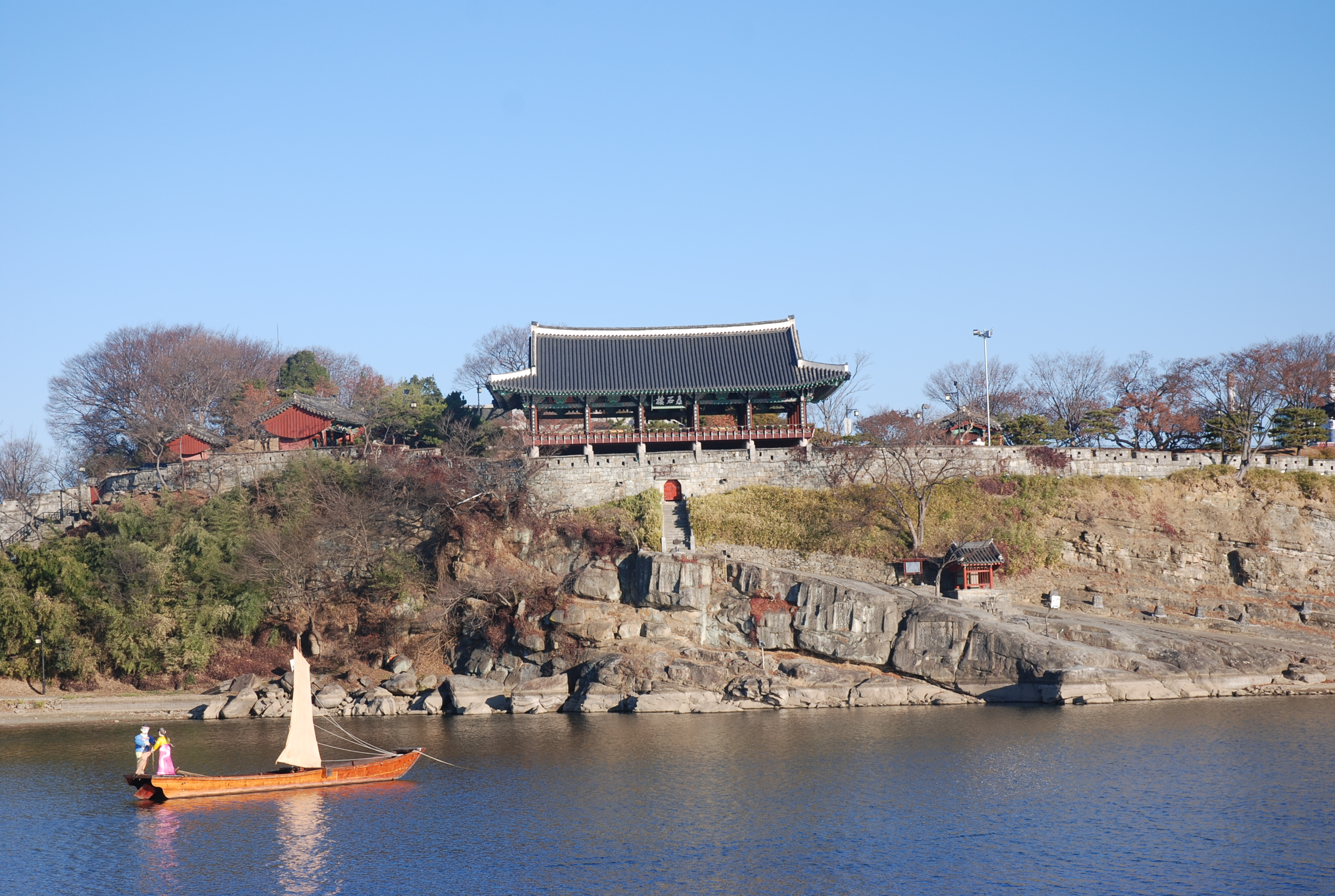
촉석루

7월 27일(음력 6월 29일) 전사한 황진을 대신하여 목사 서예원이 경비대장을 맡았으나, 겁을 먹고 사기를 떨어뜨리는 행동을 하자 경상우병사 최경회가 직을 파하고, 장윤에게 그 직을 맡겼으나 장윤도 탄환에 맞아 죽게 된다. 오후에 비가 내려 동문의 성이 무너지자 일본군은 노도와 같이 밀려왔는데, 활과 화살로 대응을 하지 못하므로 창과 칼로 육박전이 일어나게 되고, 이종인도 일본군의 탄환을 맞고 죽게 된다. 김천일도 진주 촉석루로 모여 항전을 하다가 아들과 함께 끌어안고 남강에 몸을 던져 죽는다. 이때 최경회와 여러 장군도 남강에 투신하여 죽게 된다.

## 결과
조선측 기록인 선조실록에 따르면 사망자는 60,000명, 일본측 기록인 음덕태평기에 따르면 30,000명으로, 어느 쪽이던 간에 당시 진주성 안에 존재하던 조선군 및 민간인들은 전멸했다. 이 전투로 인하여 전라도 의병은 김천일을 비롯한 지도부가 한번에 날아가 버려 와해되었다. 한편 일본군은 전투 전에 통보했던 대로 진주성을 점령만 한 뒤 전라도로 진격하지 않고 동쪽으로 돌아가 버렸다.
조선 조정에서는 음력 7월 15일 명군의 송응창과 이여송에게 진주성 구원을 청하는 자문을 보냈으나, 이미 진주성이 함락되고 열흘이나 지난 뒤였다. 다음날인 음력 7월 16일, 진주성 함락을 알리는 장계가 조정에 도착했다.
한편, 장흥부사 유희선이 진주성 함락 소식을 듣고 남해안으로 도망가 일본군이 쳐들어온다고 떠들어댔으며 그 결과 공황상태에 빠진 순천, 광양 백성들이 떼도둑이 되어 방화와 약탈을 일삼고 다녔다. 이 사태는 전라도 남해안 전체로 확산되었고, 광양, 순천, 낙안, 강진, 구례 일대가 모두 쑥밭이 되었으며 유희선은 이 책임을 물고 목이 달아났다. 이후 조선 조정에서는 책임소재를 놓고 다툼이 벌어졌다. 류성룡은 “김천일이 의기만 높고 재주가 없어 졌다”고 김천일을 비난했고, 안방준은 이런 주장을 하는 류성룡을 역으로 비난했다. 김천일과 안방준은 서인이었고, 류성룡은 남인의 영수였기 때문에 이런 논쟁에는 당파성이 있다.

## 유적

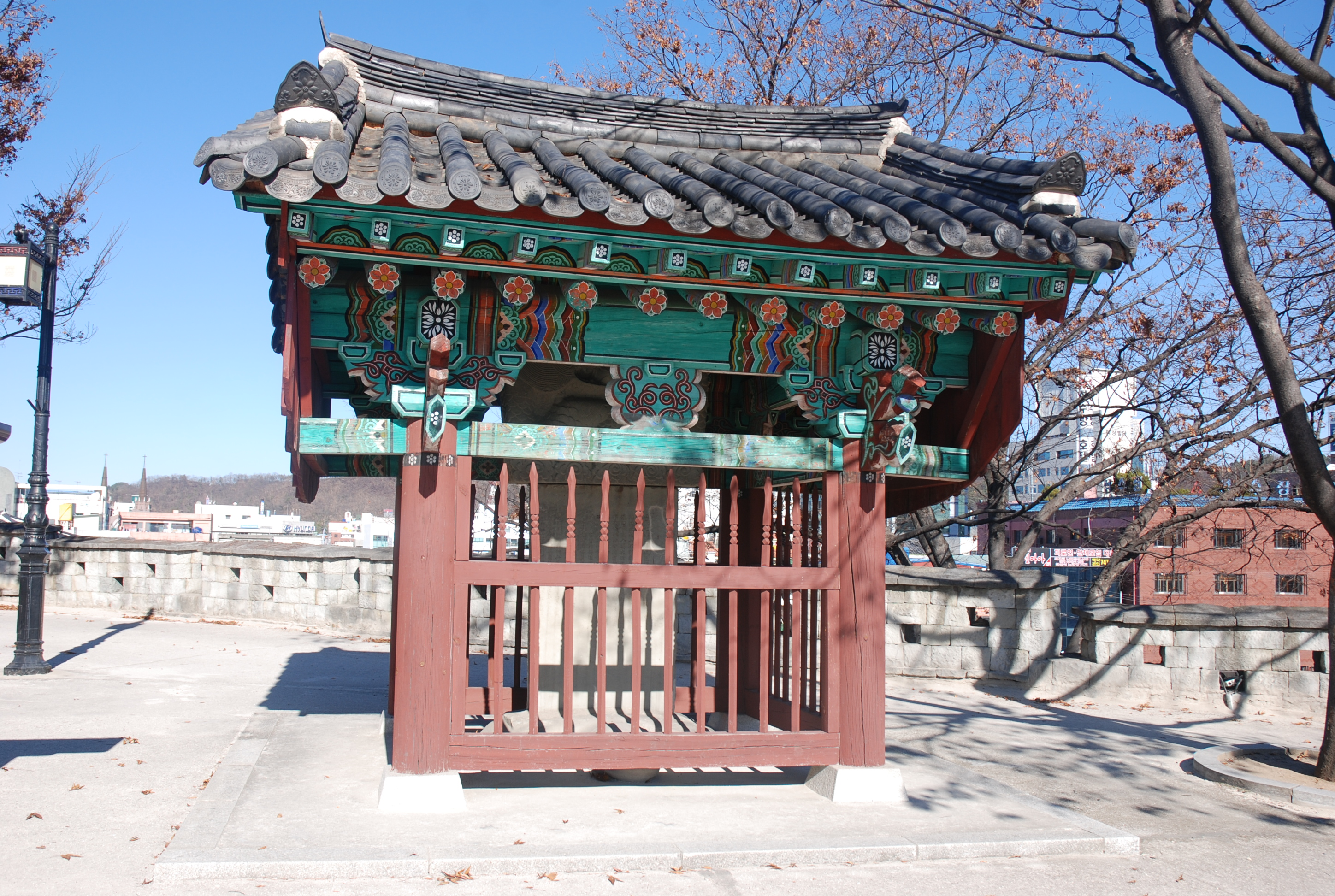
촉석정충단비(시도지정유형문화재 2호)

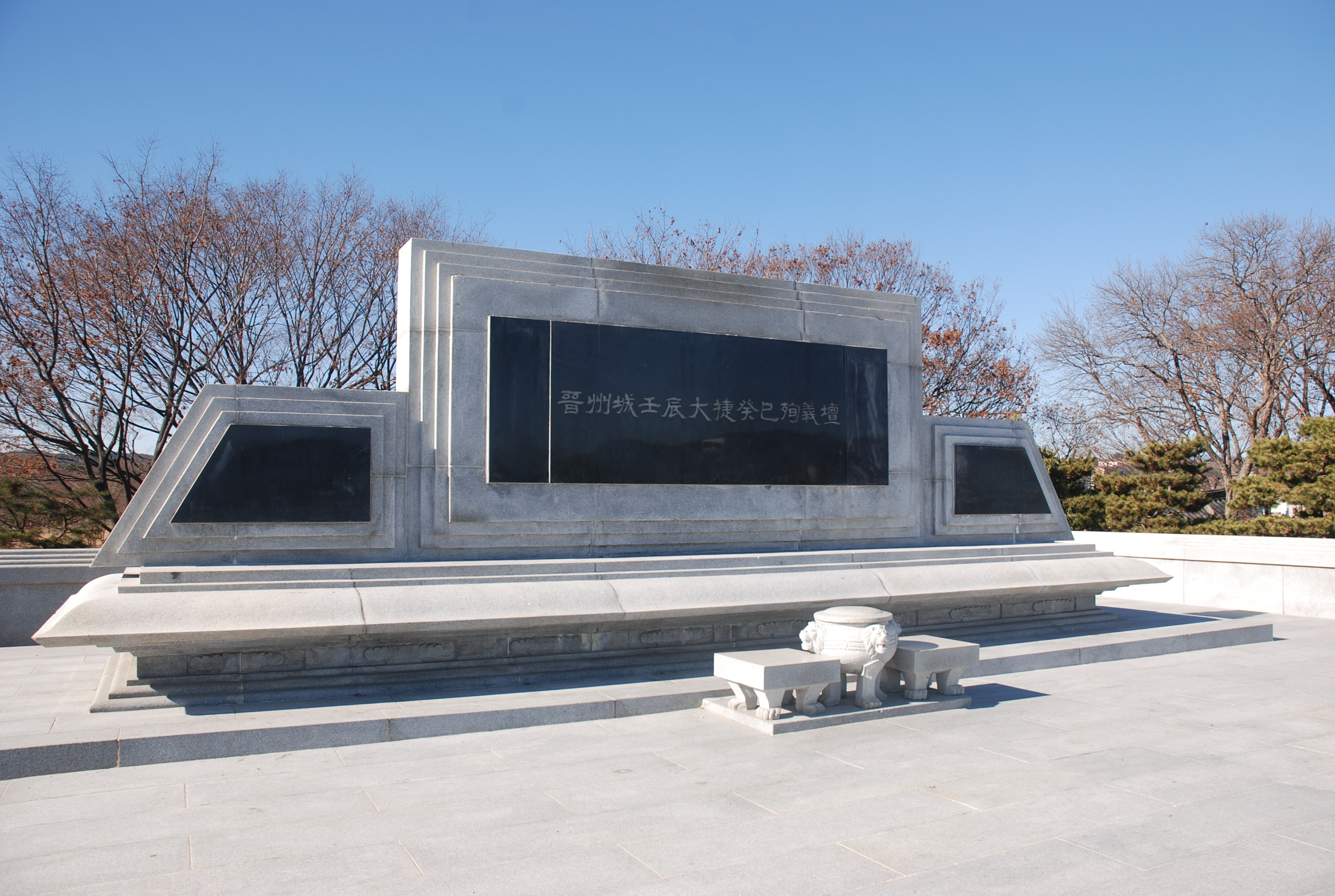
임진대첩계사순의단

진주성에는 1592년 임진란의 3대 대첩 중의 하나인 진주대첩을 숭앙하고 익년 1593년 계사년에 순국한 백성과 군사 7만여 명을 위령하고자 1686년(숙종 12년)에 촉석정충단비(矗石旌忠檀碑)를 세웠다. 《조선왕조실록》에 자주 보이는 삼장사(三壯士)라는 기록은 김천일, 황진, 최경회를 일컫는다. (실록에는 이노 등도 언급됨)  비문에는 이들과  순국한 민관군 7만의 영령을 위로한답시고 촉석루 동측에 旋忠壇(정충단)과 정충단비를 같이 세웠다.
1987년에 晋州城壬辰大捷癸巳殉義壇(임진대첩계사순의단)을 만들어 설치했다. 촉석루 맞은편에 설치된 임진대첩계사순의단 아래에는 호국의 종을 비롯해 경상남도 유형문화제 제2호인 촉석정충단비와 제1호인 김시민 장군 전공비가 나란히 서 있다.

### 창열사

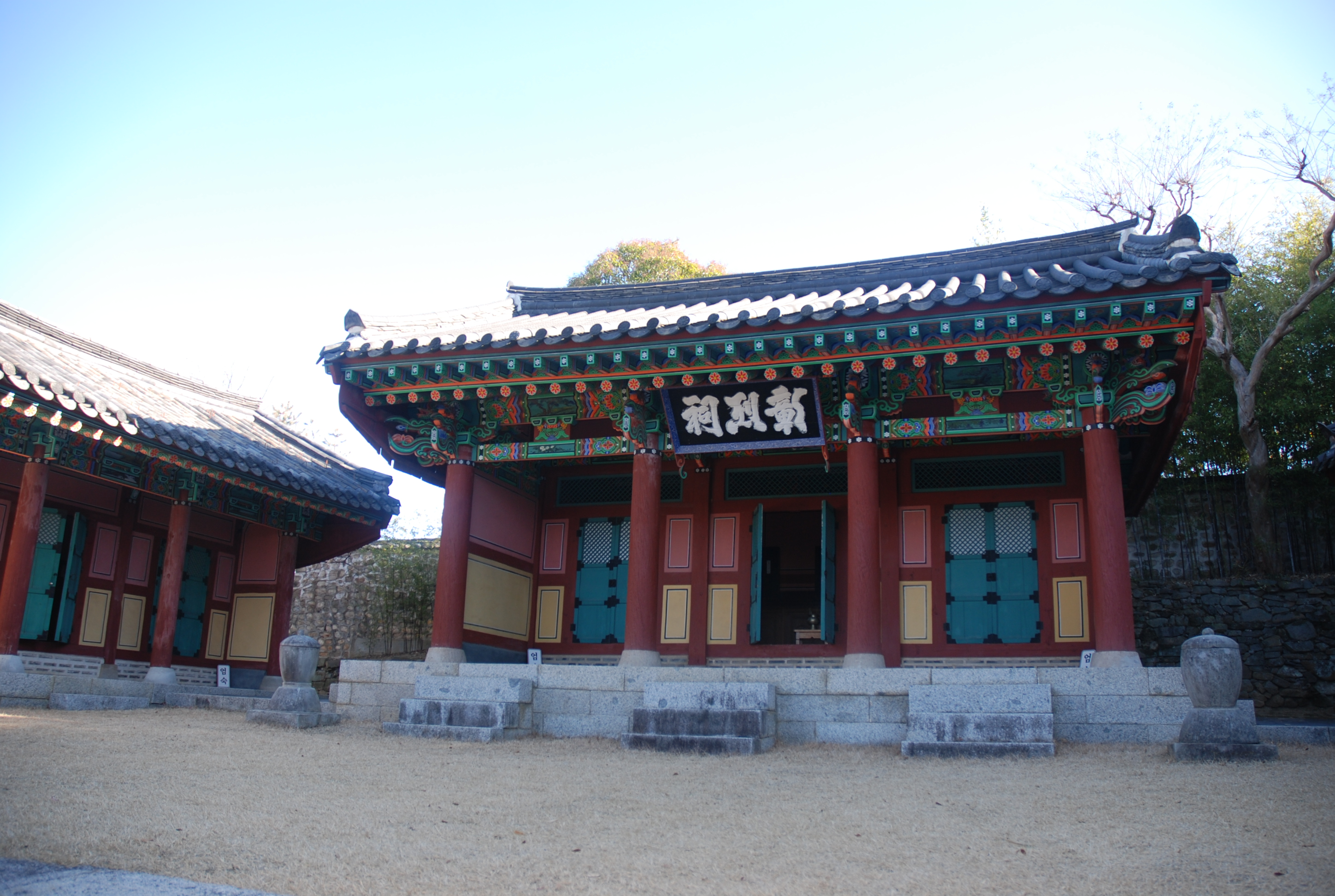
임진왜란 전몰자를 모신 창열사

경상도관찰사 정사호는 진주성에 순국한 사람들을 기리기 위해 창열사를 건립하여 1607년 선조 40년에 사액을 받는다. 1868년 고종 5년 흥선대원군의 서원철폐령으로 김시민 장군을 모신 충민사가 철폐되자, 이곳에 모시게 된다. 창열사에는 충무공 김시민 장군의 신위를 맨 윗자리에 모셔두었고, 창의사 김천일과 충청도 병마사 황진, 경상우도 병마사 최경회 등의 임진왜란 순국 선열 39인의 신위를 모시고, 매년 음력 3월 초정일에 제향을 올리고 있다.

### 논개

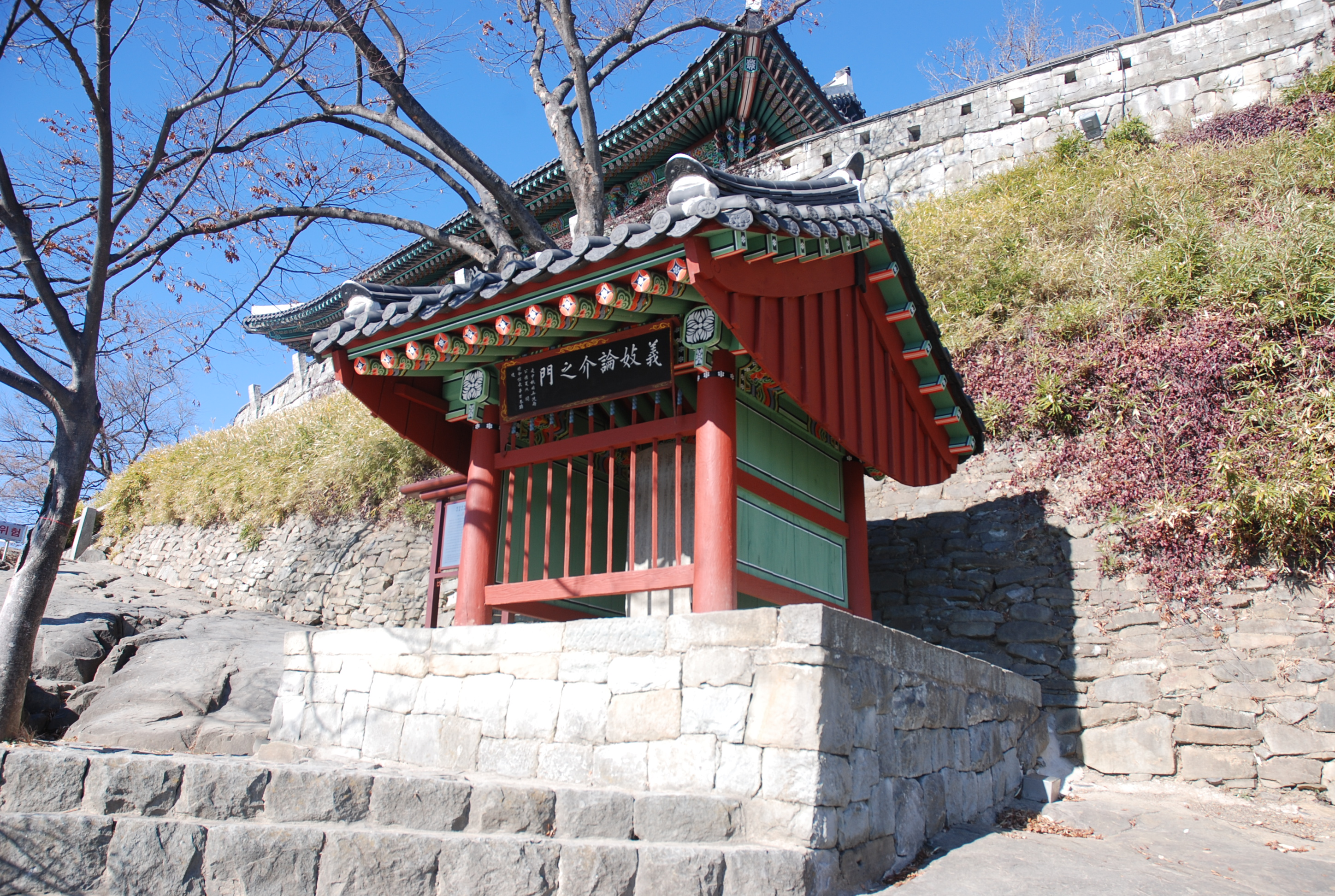
의암사적비

논개는 경상우도 병마절도사 최경회의 후처였는데, 1593년 최경회가 경상우도 병마절도사로 제수되어, 제2차 진주성 전투를 할 때 성안에서 전투의 뒷수발을 들었다. 진주성이 함락되고 최경회가 순국하자, 논개는 일본 장수들이 진주 촉석루에서 잔치를 벌이고 있을 때 게야무라 로쿠스케를 유인해 끌어안아 함께 남강에 떨어져 죽었다.
1625년 논개가 순국한 지 32년 뒤 논개가 떨어져 죽은 바위에는 진주의 백성들의 뜻에 따라 정대융이 의암(義巖)이라는 글씨를 써서 바위에 새겼다.
1739년(영조 16년)에 논개를 추모하는 의기사가 세워지고, 의기로 추모받게 되었다.

## 같이 보기
- 제1차 진주성 전투
- 진주성